# Raposa versus Leão
Raposa versus Leão é o confronto que envolve as equipes mineiras do Cruzeiro Esporte Clube (A Raposa) e do Villa Nova Atlético Clube (o Leão), cujo primeiro confronto foi Villa Nova 1 a 1 Cruzeiro (então Palestra Itália), em 18 de setembro de 1921, no Campo das Quintas, em Nova Lima.

## História
Os dois primeiros confrontos ocorridos entre Villa Nova e Cruzeiro aconteceram pela disputa da Taça Nova Lima, em 1921. E o Leão do Bonfim levou a melhor nessa disputa, ao empatar por 1 a 1 em 18 de setembro de 1921 e vencer a partida desempate, já em 1922, por 3 a 2 em 19 de fevereiro.
Caso vencesse a partida contra o então Palestra Itália, em 19 de janeiro de 1938, o Villa sagraria-se campeão mineiro de 1937. O goleiro do Villa, Geraldão, agrediu o árbitro Dunorte André, que marcara um pênalti a favor do Palestra, e foi expulso ainda aos 25 minutos do 1º/T, com o árbitro mandando que o atacante Bengala cobrasse o pênalti com o gol vazio e a partida vindo a terminar empatada em 2 a 2.
Considerando a falha do árbitro como um erro de direito, o tribunal desportivo anulou essa partida, que foi jogada novamente em 13 de março e o resultado de empate mantido (1 a 1), forçando a realização de jogos extras entre o Villa e o Siderúrgica, que acabou conquistando o título de campeão mineiro de 1937.
Em 22 de junho de 1997, na decisão do Campeonato Mineiro deste ano, Cruzeiro e Villa bateram o recorde histórico de público no Estádio Governador Magalhães Pinto, o Mineirão, quando 132.834 espectadores assistiram a vitória do Cruzeiro por 1 a 0, sendo cerca de 20.000 deles do Villa Nova. Este foi outro momento histórico deste clássico, que já tinha inaugurado o Mineirão na vitória da Raposa por 3 a 1 perante 87.701 torcedores pagantes, quando estas equipes fizeram a preliminar de Seleção Mineira 1 a 0 Club Atlético River Plate.
O recorde de público pelo Campeonato Brasileiro foi de 31.355 espectadores pagantes em 18 de novembro de 1979, em outra vitória azul, desta vez por 4 a 1.
Na Copa dos Campeões Mineiros, em 28 de fevereiro de 1999, a vitória foi do Leão por 2 a 0. Nesta oportunidade pagaram ingressos 34.249 torcedores.
O maior placar da história deste confronto foi em 27 de março de 1994, quando o Cruzeiro venceu por 8 a 0, no Estádio do Mineirão, em partida válida pelo Campeonato Mineiro.
Já a maior vitória do Villa Nova ocorreu em 30 de Agosto de 1936, quando o Leão venceu por 8 a 2 em Belo Horizonte.

## Estatísticas
Entre Palestra Itália (antigo nome do Cruzeiro) e Villa Nova (1921-1942)
| Estatísticas                    |     |
| Número de partidas              | 50  |
| Vitórias do Cruzeiro            | 16  |
| Empates                         | 14  |
| Vitórias do Villa Nova          | 20  |
| Gols marcados pelo Cruzeiro     | 91  |
| Gols marcados para o Villa Nova | 105 |

Jogos em Nova Lima
- Número de jogos: 72.
- Vitórias do Villa Nova: 23.
- Empates: 23.
- Vitórias do Cruzeiro: 26.

## Campeonato Brasileiro Série A
Até hoje foram realizadas duas partidas pelo Campeonato Brasileiro Série A, ambas disputadas no Estádio do Mineirão:
1. Cruzeiro 1–0 Villa Nova-MG, 30 de abril de 1978
2. Cruzeiro 4–1 Villa Nova-MG, 18 de novembro de 1979

## Maiores públicos
- Exceto rodadas duplas, acima de 20.000.[6]

1. Cruzeiro 1–0 Villa Nova, 132.834, 22 de junho de 1997 (76.632 pagantes).
2. Villa Nova 0–1 Cruzeiro, 35.690, 7 de maio de 1972.
3. Cruzeiro 1–0 Villa Nova, 31.705, 17 de fevereiro de 2018 (29.677 pagantes)
4. Cruzeiro 4–1 Villa Nova, 31.355, 18 de novembro de 1979.
5. Villa Nova 0–1 Cruzeiro, 28.060, 1 de setembro de 1968.
6. Cruzeiro 1–0 Villa Nova, 25.337, 13 de abril de 1969.
7. Cruzeiro 1–0 Villa Nova, 23.951, 30 de abril de 1978.
8. Cruzeiro 1–0 Villa Nova, 21.108, 19 de setembro de 1982.